# Eucycloteres
Eucycloteres är ett släkte av skalbaggar. Eucycloteres ingår i familjen vivlar.
Kladogram enligt Catalogue of Life:
| Eucycloteres | \| \| Eucycloteres terreus \| \| \| \| |
|              | \| \| Eucycloteres terreus \| \| \| \| |
|              | Eucycloteres terreus                   |
|              |                                        |